# Shirley Eaton
Shirley Eaton (Londres, 12 de janeiro de 1937) é uma ex-atriz britânica, conhecida em seu país pela participação em diversas comédias em preto-e-branco nos anos 1950 e 60. Ficou famosa mundialmente, entretanto, como a bond girl que morre coberta por ouro no filme 007 contra Goldfinger, de 1964.
Durante sua carreira no cinema e na tv britânica, ela trabalhou com diversos dos maiores comediantes do país, com Roger Moore, em episódios de O Santo, série de sucesso na televisão britânica e Ten Little Indians, de 1965, filme de suspense baseado no livro de Agatha Christie.

## Goldfinger

A icônica imagem de Jill Masterson, a personagem de Eaton em Goldfinger, morta coberta de ouro, é uma das mais famosas de toda a série e da cinematografia mundial.

Foi em 1964 que Eaton interpretou o papel que a tornou popular mundialmente pelas décadas seguintes. A morte de sua personagem, Jill Masterson, coberta com ouro dos pés à cabeça em 007 contra Goldfinger, é uma das mais icônicas imagens do cinema dos anos 60 e ficou famosa a sua fotografia dourada na capa da revista norte-americana Life. A cena do filme também trouxe à tona na época, um grande debate sobre a morte por sufocamento epidérmico, gerando grandes mitos populares sobre o assunto, inclusive com relação ao próprio destino da atriz, cuja carreira se encerrou poucos anos depois.
Apesar da fama internacional que teve com o sucesso do filme, Eaton fez apenas mais alguns poucos trabalhos como atriz, retirando-se da vida artística no final da década, para constituir família.
Nos últimos anos, sempre dando entrevistas sobre Goldfinger e seu desaparecimento das telas do cinema e da televisão, ela nunca demonstrou arrependimento por sua aposentadoria precoce da profissão no auge da fama. Em 1999, declarou em entrevista: "Uma carreira é uma carreira, mas mãe você será até o dia em que morrer."